# Промышленность строительных материалов Беларуси
Промышленность строительных материалов (бел. Прамысловасць будаўнічых матэрыялаў) — важная отрасль экономики Республики Беларусь. Регулирование отрасли и управление государственными предприятиями осуществляет Министерство архитектуры и строительства Республики Беларусь.

## Сырьевая база
Промышленность строительных материалов Республики Беларусь в основном обеспечена сырьём на территории страны. Повсеместно встречаются месторождения глины, хотя месторождения высококачественных тугоплавких глин единичны. Большинство месторождений глин, суглинков и супесей для производства строительных материалов (всего более 500, но промышленное значение имеют более 200) связано с четвертичными, неогеновыми и палеогеновыми отложениями. Известно более 100 месторождений строительных песков (крупнейшие — в Брестской и Могилёвской областях) и более 150 месторождений гравийно-песчаного материала (крупнейшие — в Витебской и Минской областях). Известно и разведано 7 крупных месторождений мергельно-меловых пород (используются в производстве цемента) в Гродненской и Могилёвской областях и 32 месторождений мела (крупнейшие — в Брестской области). Под Витебском расположено крупное месторождение доломитов. В южной части республики находятся выходы на поверхность твёрдых магматических пород кристаллического фундамента (Микашевичско-Житковичский выступ). На 2003 год балансовые запасы архейско-протерозойских магматических пород по категориям A+B+C1 оценивались в 558 млн м³ в Брестской области и в 11 млн м³ в Гомельской области; сопоставимыми были также прогнозные запасы по категории C2.
Вместе с тем, некоторые месторождения не обеспечивают потребностей промышленности. Так, белорусский каолин не используется для производства фарфора и санитарно-технических изделий из-за более высокого содержания примесей по сравнению с импортным сырьём (преимущественно из Украины), а также вследствие неоднородности химического и зернового состава. Опытные партии фарфоровой посуды и санитарной керамики, изготовленные из смесей украинского и белорусского каолина, показали отсутствие резких колебаний качества по основным техническим показателям, однако их белизна оказалась существенной ниже контрольной. Предполагается, что достижение необходимых показателей белизны изделий возможно при предварительной химической обработке белорусского сырья соляной, серной и щавелевой кислотами с целью очистки от кварцевых и железосодержащих примесей. Без специальной очистки использование белорусского каолина считается наиболее перспективным для производства алюмосиликатных огнеупоров. Импортируются некоторые вспомогательные компоненты для придания бетону эластичности и прочности. Из Брянской области для производства цемента импортируется трепел.
Стекольная промышленность зависима от импорта соды (70% импортируется из России у АО «Башкирская содовая компания»). В 2011 году БелТА распространило информацию о строительстве содового завода под Мозырем, однако в 2015 году дирекция по строительству завода была признана банкротом.
В 2020 году сообщалось о постепенном истощении сырьевой базы «Красносельскстройматериалов» и необходимости поиска новых месторождений стекольных песков.

## Цементная промышленность
Действующие цементные заводы

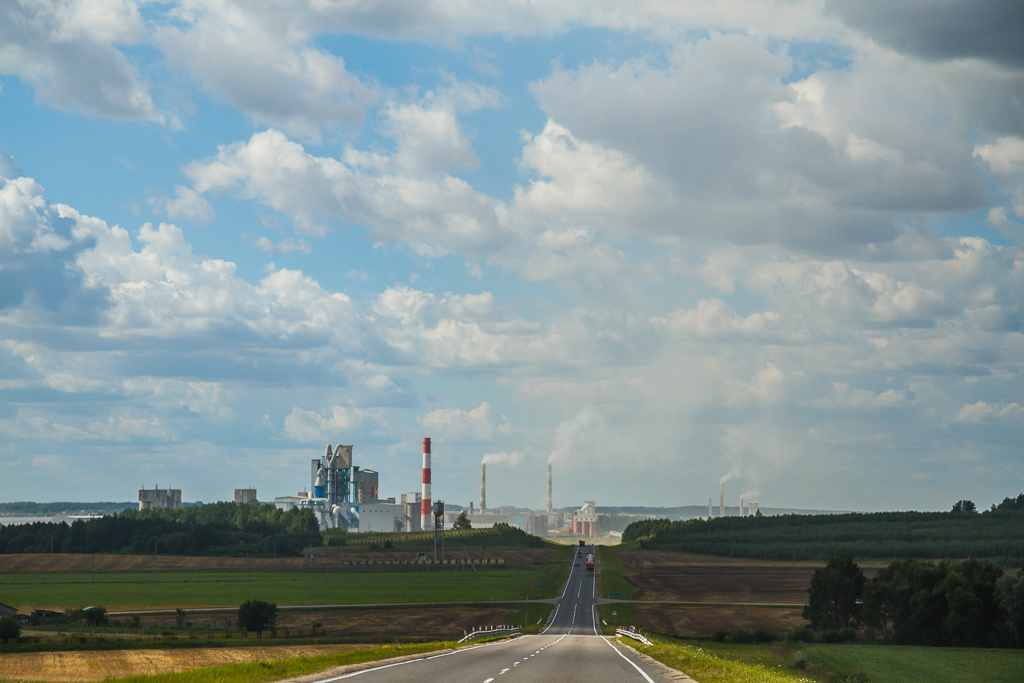
Цементный завод «Красносельскстройматериалы»

Производство цемента считается важнейшей отраслью промышленности строительных материалов. Действуют три цементных завода: на крайнем западе республики расположено предприятие «Красносельскстройматериалы» (посёлок Красносельский, Волковысский район Гродненской области), на крайнем востоке — «Кричевцементношифер» (Кричев, Могилёвская область) и «Белорусский цементный завод» (Костюковичи, Могилёвская область). В начале 2010-х годов каждый из заводов производил примерно одну треть (от 31% до 36%) цемента в стране. В 2013 году «Красносельскстройматериалы» произвели 1809 тыс. т цемента, «Кричевцементношифер» — 1697 тыс. т, Белорусский цементный завод — 1551 тыс. т. Оба завода в Могилёвской области полностью принадлежат государству. Завод «Красносельскстройматериалы» был частично приватизирован в 1990-е годы, и к 2002 году доля государства составляла около 50%, но в дальнейшем доля государства была доведена до 91%. В начале 2000-х годов велись переговоры с иностранными компаниями Lafarge, Scancem, CRH о покупке контрольного пакета «Красносельскстройматериалов». По итогам 2020 года на «Красносельскстройматериалах» было произведено 30,9% цемента (кроме клинкеров цементных) в Республике Беларусь, на двух предприятиях Могилёвской области — 69,1%.
В середине 2000-х годов, на пике спроса на цемент, планировалось построить по меньшей мере один новый цементный завод для производства цемента для внутреннего рынка и на экспорт. В 2009 году сообщалось о готовности иранской компании AzarAb построить цементный завод в Ветковском районе Гомельской области. Планировалось привлечь 200 млн долларов инвестиций и построить предприятие мощностью 1 млн т цемента в год. В 2010 году был подписан инвестиционный договор, но инвестор не приступил к работам. Впоследствии этот проект назывался одним из крупнейших проваленных инвестиционных проектов в стране. В настоящее время иностранным инвесторам предлагаются для разработки два месторождения, сырьё которых пригодно для производства цемента — Добрушское и Бринёвское (Петриковский район).
Помимо планов по строительству нового цементного завода, была предпринята модернизация существующих цементных заводов за китайский «связанный» кредит. Совет Министров Республики Беларусь и Эксим-банк Китая заключили 4 соглашения примерно на более чем на 600 млн долларов, значительные кредитные средства были привлечены из Беларусбанка и Банка развития. Эти кредиты были направлены на строительство новых мощностей по производству цемента как для внутреннего рынка, так и на экспорт. Однако к моменту завершения строительства новой линии спрос на цемент стабилизировался, и предприятия начали испытывать проблему со сбытом дополнительной продукции. Дополнительными сложностями стали невысокий технологический уровень китайского оборудования и рост цен на энергоносители, из-за чего себестоимость продукции не уменьшилась. Предполагается, что в белорусском цементе выше доля затрат на энергоносители по сравнению с российскими производителями — как из-за более высоких цен на природный газ и электроэнергию, так и вследствие более высокой влажности сырья. Для снижения себестоимости цемента ведётся работа по увеличению доли местного топлива (торф, брикеты, нефтекокс). Отмечалось, что в начале 2010-х годов цементные заводы экспортировали продукцию по ценам, близким к себестоимости или даже ниже её. Неполная загрузка новых мощностей цементных заводов привела к целенаправленному строительству новых бетонных дорог, для чего были закуплены специальные бетоноукладочные комплексы: в частности, была построена новая Минская кольцевая автодорога М14 (МКАД-2).
В 2018 году сообщалось о намерении государства продать весь государственный пакет акций ОАО «Красносельскстройматериалы» ирландской компании CRH за 200 млн долларов, хотя потенциальный инвестор оценил компанию дешевле. Сделка не состоялась, а предприятие вошло в государственный холдинг «Белорусская цементная компания», где уже находились два цементных завода. В начале 2019 года все цементные заводы получили отсрочку по возмещению основного долга и процентов, выплаченных из государственного бюджета, до конца 2030-х годов (Кричевцементношифер — до 2049 года), а также освобождение от налога на недвижимость и земельного налога на этот же период. Через некоторое время Украина обвинила белорусских производителей цемента в демпинге и ввела заградительные пошлины на 5 лет.
Около 90% производства составляет портландцемент, около 8% — другие виды цементов. Весьма значительны объёмы экспорта и импорта цемента, причём ключевой партнёр по экспорту и импорту — Россия. Потребление цемента на душу населения в 2013 году (475 кг) оценивается как весьма высокое по сравнению с другими странами Восточной Европы. 37,1% цемента используется в производстве изделий из бетона, железобетонных изделий и изделий индустриального домостроения, 32,7% — в производстве товарного бетона и цементосодержащих растворов, 8,1% — в производстве изделий из ячеистого бетона, керамзитобетона и заполнителей, 6,2% — в производстве асбестоцементных изделий, 5,5% — в производстве сухих строительных смесей, 6,2% продавалось населению, 6,6% использовалось в производстве прочих изделий и списывалось на технологические потери.
| Производство цемента в БССР и Республике Беларусь, тыс. т:                                      |
| Графики недоступны из-за технических проблем. См. информацию на Фабрикаторе и на mediawiki.org. |

## Производство стеновых материалов
По состоянию на начало 2000-х годов ряд предприятий выпускал стеновые материалы (керамические, силикатные, из ячеистого бетона):
- Минский завод строительных материалов — признан банкротом в 2019 году[25]
- Брестский комбинат строительных материалов — находится в стадии санации[26]
- «Гомельстройматериалы»
- Гродненский комбинат строительных материалов
- «Керамика» (Витебск)
- «Керамин» (Минск) — временно приостановил производство кирпичей
- Радошковичский керамический завод
- Минский комбинат силикатных изделий
- Могилёвский комбинат силикатных изделий
- Любанский комбинат строительных материалов
- Обольский керамический завод
- «Сморгоньсиликатобетон»
- «Оршастройматериалы»
- «ОАО Забудова»
- Берёзовский комбинат силикатных изделий

Производители керамического кирпича есть во всех областях, но в Могилёвской области керамический кирпич перестал производиться в 2013 году. По производству неогнеупорного кирпича лидируют Минск, Минская и Витебская области (в сумме — более 80 % республиканского производства). Крупнейший завод по производству керамического кирпича — ОАО «Керамика» (Витебск) мощностью около 150 млн штук условного кирпича в год. Керамический кирпич производят также в Минске (на Минском комбинате строительных материалов и ОАО «Керамин», мощностью около 80 и 30 млн кирпичей в год соответственно), Оболе в Шумилинском районе Витебской области (ОАО «Обольский керамический завод», 90 млн кирпичей в год), Радошковичах в Молодечненском районе Минской области (ОАО «Радошковичский керамический завод», 70 млн кирпичей в год), Речице в Столинском районе Брестской области (ОАО «Горынский комбинат строительных материалов», 45 млн кирпичей в год), Лоеве в Гомельской области (40 млн кирпичей в год; по другим данным — 24 млн кирпичей в год), Бресте (30 млн кирпичей в год), агрогородке Аталезь в Столбцовском районе Минской области (20 млн кирпичей в год).
Крупнейшие производители силикатного кирпича — «Гомельстройматериалы» (106 млн шт условного кирпича в 2011 году), Любанский комбинат стройматериалов (105 млн шт), Могилёвский комбинат силикатных изделий (99 млн шт), Гродненский комбинат стройматериалов (92 млн шт), Минский комбинат силикатных изделий (54 млн шт). Средняя загрузка мощностей предприятий в 2005—2011 годах составляла 87 %. В начале 2010-х годов было введено в эксплуатацию СЗАО «Кварцмелпром» в Брестской области мощностью 120 млн шт условного кирпича в год. Производство силикатного кирпича в начале 2000-х годов росло невысокими темпами из-за активного внедрения в строительство более дешёвых изделий из ячеистого бетона.
Производство керамических кирпичей на душу населения в Республике Беларусь оценивается в 440 условных кирпичей и многократно превышает аналогичные показатели в России и Украине.
В 2012 году принадлежащая Юрию Чижу компания «Трайпл» начала строительство СЗАО «Кварцмелпром» в Малоритском районе Брестской области на базе Хотиславского месторождения. Было организовано производство силикатного кирпича и блоков из ячеистого бетона. После того, как Юрий Чиж попал в опалу, завод столкнулся с финансовыми трудностями, спорами хозяйствующих субъектов (сына Чижа Сергея и бывшего бизнес-партнёра Алексея Олексина) и изменением политики государственного «Белагропромбанка». В феврале 2020 года правительство Украины ввело на 5 лет заградительные пошлины на 34% против белорусских силикатных блоков, обвинив дочерние предприятия «Белорусской цементной компании», ОАО «Берёзовский КСИ» и СЗАО «Кварцмелпром» в демпинге. Уже в мае 2020 года «Кварцмелпром» подал заявление о банкротстве.
В 2020 году 25,8% кирпичей и блоков строительных всех видов было произведено в Брестской области, 21,9% — в Могилёвской области, 17,6% — в Гродненской области, 13,6% — в Минской области, 7,9% — в Минске, 7% — в Гомельской области, 6,2% — в Витебской области.

## Облицовочные материалы
Крупнейшее предприятие отрасли — минский завод «Керамин». Облицовочные керамические материалы производятся также в Берёзе («Берёзастройматериалы»), Бресте («Брестский КСМ»), Витебске («Керамика») и других городах. Предприятия отрасли имеют значительные производственные мощности и экспортируют более половины производимой продукции в Россию, Украину, Молдову, Казахстан, Узбекистан и другие страны. Одновременно остаётся значительным импорт керамической плитки из Украины, России, Польши, Италии и других стран.

## Производство железобетонных изделий и конструкций
В начале 2000-х годов по объёму валовой продукции производство железобетонных изделий и конструкций занимает первое место в структуре промышленности строительных материалов, но к 2010-м годам отрасль уступила производству цемента и керамической плитки. Крупнейшие предприятия отрасли расположены в Минске (в 2002 году — 34% республиканского производства), крупные заводы находятся в большинстве областных центров и крупных городов. По оценке маркетинговой компании «Юнитер», крупнейшим предприятием является ОАО «Минскжелезобетон» с объёмом производства около 220 тыс. м³, несколько уступают ему ОАО «Гродножилстрой», ОАО «Гомельжелезобетон», Гомельский ДСК, барановичское ОАО «Завод ЖБИ» и микашевичское ОАО «Спецжелезобетон». 30% производства составляют панели и другие конструкции для крупнопанельного домостроения, 40% — прочие изделия и конструкции, 17% — стеновые панели, 6% — опоры ЛЭП, 4% — железнодорожные шпалы, 3% — трубы.
Отрасль сильно зависит от объёмов жилищного строительства, что приводит к сильным колебаниям производства. Наблюдается значительный объём экспорта железобетонных изделий (почти исключительно в Россию). Объём производства железобетонных изделий значительно сократился по сравнению с 1990 годом. В 1990 году производство сборных железобетонных конструкций и изделий составило 7424 тыс. м³, к 1995 году их производство сократилось до 1719 тыс. м³, к 2000 году — до 1424 тыс. м³. Впоследствии начался медленный рост (до 1876 тыс. м³ к 2005 году).
Ряд региональных предприятий по производству железобетонных конструкций оказался в тяжёлом положении и обанкротился. Так, в Бобруйске было ликвидировано два завода отрасли — Бобруйский комбинат строительных материалов (ОАО «Силикат») и УКПП «Комбинат железобетонных изделий». Были закрыты заводы железобетонных изделий в Воропаево (считалось градообразующим предприятием), Могилёве, Ивацевичах, Ляховичах, Лепеле, Мозырский завод сборного железобетона №12.

## Строительный камень и щебень
Производители щебня
 Производители строительного камня
Крупнейшее предприятие в республике по производству строительного камня — РУПП «Гранит» (Микашевичи, Лунинецкий район Брестской области). На «Граните» действует также камнеобрабатывающий завод, работающий преимущественно на привозном сырье (микашевичский гранит добывается взрывным способом и обычно имеет микротрещины).
В Глушкевичском карьере «Надежда» (Лельчицкий район Гомельской области) добывается облицовочный камень (использовался, в частности, для оформления станций Минского метрополитена).
Крупнейший производитель щебня — «Гранит» (Микашевичи). В 2014 году предприятие мощностью 16 млн т щебня в год обеспечило около 71% потребностей внутреннего рынка. Другие значимые производители щебня — ОАО Доломит (Витебск, ок. 8% внутреннего рынка), Глушкевичский щебёночный завод (Лельчицкий район Гомельской области, ок. 4%), КУП «Кубгранит» (в 2019 году передан в управление РУПП «Гранит») и ОАО «Нерудпром».
В 2015 году Россия ввела лицензирование поставок щебня из Украины, что расценивается как фактический запрет украинской продукции. В результате резко вырос экспорт белорусского щебня в Россию, причём озвучивались предположения, что реэкспортируются большие объёмы украинского щебня.
Правительством неоднократно поднимался вопрос о строительстве железной дороги к перспективному Глушкевичскому месторождению стоимостью до 450 млн долларов.

## Стекольная промышленность
Действующие стеклозаводы
Крупнейшие предприятия отрасли — «Гомельстекло» (Гомель), «Гродненский стеклозавод» и стеклозавод «Нёман» (Гродненская область). «Гомельстекло» специализируется на производстве полированного листового стекла (мощность предприятия — 44 млн м²), «Гродненский стеклозавод» — на выпуске стеклотары из зелёного и коричневого стекла, узорного и армированного стекла, стеклоблоков, «Неман» — на производстве сортовой посуды и художественных изделий из стекла и хрусталя. В 2017 году «Гомельстекло» выпустило 35,3 млн м² листового стекла, более 1 млн м² стекла безопасного закалённого, стекла многослойного, стекла с покрытием.
По состоянию на начало 2000-х годов в отрасли действовали и другие крупные предприятия — Борисовский хрустальный завод, стеклозаводы в Елизово, Глуше, Гуте, Партизанском («Залесье»). Впоследствии они прекратили своё существование: Борисовский хрустальный завод провёл неудачную с технической и экономической точки зрения модернизацию, обанкротился и прекратил основную деятельность, Елизовский стеклозавод был национализирован и присоединён к Гродненскому стеклозаводу, а стеклозаводы в Глуше, Гуте и Партизанском были закрыты. В стекольной отрасли активны предприниматели. В конце 2000-х годов в Гомеле начали работать два новых производителя стеклотары — ИООО «Белстеклопром» и СЗАО «Гомельский стеклотарный завод» (совместное предприятие ОАО «Гомельстекло» и компании ATEC, впоследствии банкрот); в 2019 году в Костюковке после реконструкции был открыт стеклотарный завод.
18 февраля 2021 года было создано РУП «Белорусская стекольная компания», которой были безвозмездно переданы акции государственных стеклозаводов «Гомельстекло», «Стеклозавод «Нёман», «Гродненский стеклозавод» и «Белмедстекло» (Борисов). Целью создания холдинга в Совете Министров назвали «увеличение производства листового стекла за пятилетку в 1,4 раза, бутылки стеклянной — более чем в 2 раза, ампул — в 3,6 раза».

## Прочие отрасли
В 1947 году в Минске введён в эксплуатацию гипсовый завод (ОАО «Белгипс»).
В Новолукомле действует завод керамзитового гравия.
Мягкие кровельные и изоляционные материалы производятся на СП ОАО «Кровля» (Осиповичи, Могилёвская область), ОАО «Изоляция» (Бронная Гора, Берёзовский район, Брестская область) и ОАО «Гидростеклоизол» (Марьина Горка, Минская область).
В 1978 году открыт Добрушский фарфоровый завод. Ранее в республике действовал также Минский фарфоровый завод (обанкротился, ликвидирован, территория завода застраивается).
Производство оборудования для промышленности стройматериалов
В Белорусской ССР действовали два крупных завода по производству оборудования для производства строительных материалов — могилёвский завод «Строммашина» (с 1983 года — головное предприятие производственного объединения по выпуску автоматизированного оборудования для технологических линий по производству глиняного кирпича, стеновых и асбестоцементных и других изделий промышленности строительных материалов) и гомельский завод «Стромавтолиния». В настоящее время на реконструируемые и новые предприятия устанавливается импортное оборудование из Китая и других стран. Завод «Строммашина» проходит через санацию, завод «Стромавтолиния» ликвидирован.

## Подготовка кадров
Специалистов в рамках среднего специального образования (техников и технологов) по специальности «Производство строительных изделий и конструкций» готовят в Белорусском государственном колледже промышленности стройматериалов (Минск) и Мозырском государственном политехническом колледже; в БГКПСМ также готовят специалистов по специальности «Производство бетонных и железобетонных конструкций». Инженеров-строителей-технологов по этому профилю готовят два вуза в Минске — Белорусский государственный технологический университет (БГТУ) и Белорусский национальный технический университет (БНТУ).